# Compagnia dei Diecimila Martiri

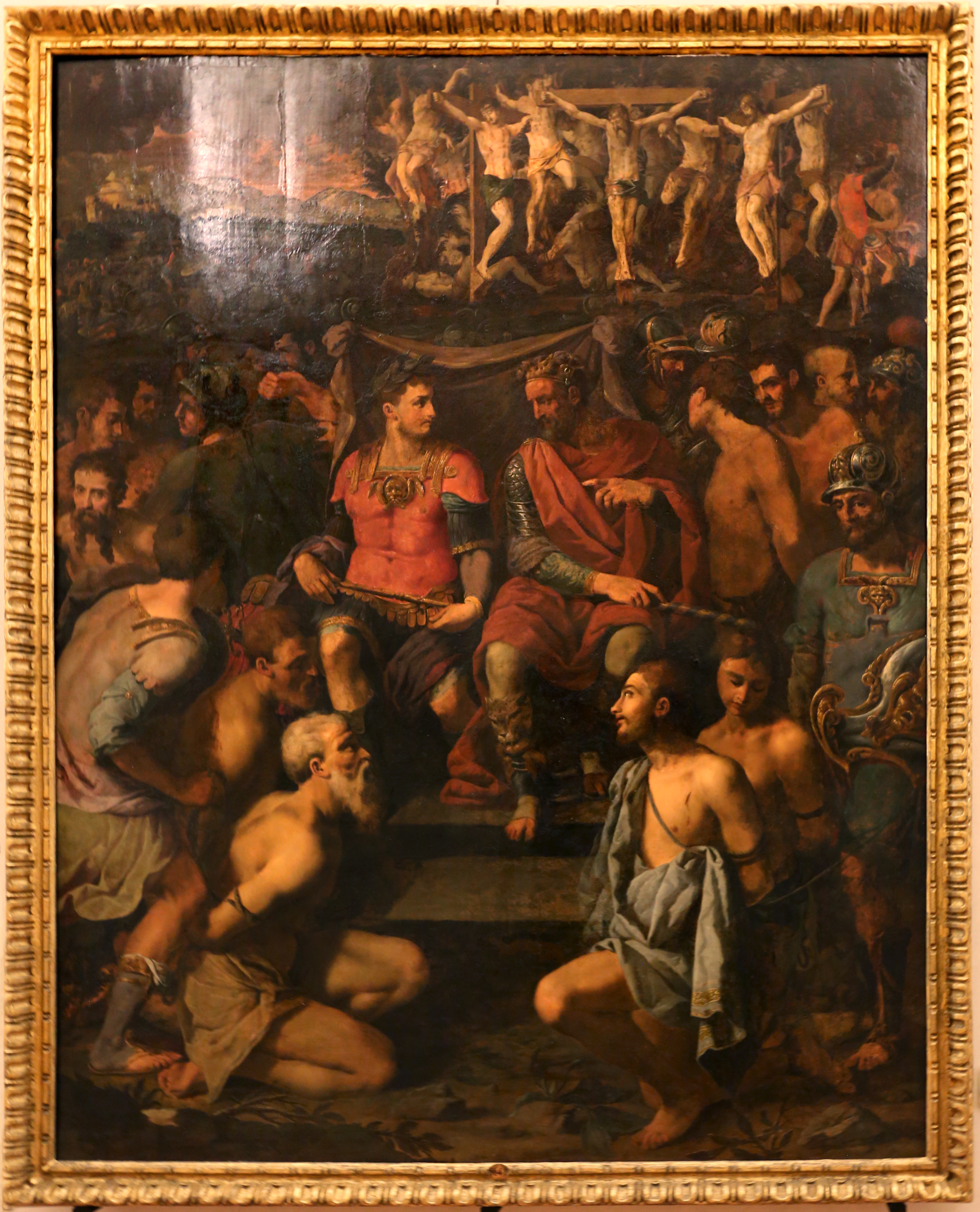
La Pala dei Diecimila martiri, già sull'altare della Compagnia in San Pancrazio, oggi al Museo di San Salvi

La Compagnia dei Diecimila Martiri era un'antica confraternita di Firenze.

## Storia
La confraternita nacque nel 1478 nella chiesa di San Salvatore al Monte e nel 1529, sotto la minaccia dell'assedio di Firenze che comportò la distruzione del loro oratorio, si trasferirono in città, ma senza una sede fissa «come peregrini» (ma più frequentemente presso la chiesa del Carmine), fino a trovare una sede definitiva nella chiesa di San Pancrazio dei monaci vallombrosani. 
Gli ufficiali che govarnavano la Compagnia erano dodici, come gli Apostoli e, dal 1665, fu stabilito che i confratelli fossero al massimo settantadue, come i primi discepoli di Cristo. 
Alla confraternita potevano iscriversi anche le donne, che tuttavia non potevano accedere agli incarichi degli ufficiali, ma pagavano una quota di partecipazione molto più contenuta: una lira anziché quattro di "entratura" (iscrizione) e dieci soldi l'anno anziché trenta.
Nel censimento del 1783 la Compagnia, che spesso aveva vissuto in ristrettezze economiche, contava quaranta iscritti, tra cui alcuni artisti e sacerdoti. Nel 1785 fu soppressa, con molte altre, da Pietro Leopoldo. 

## Pratiche religiose
Le riunioni avevano luogo la prima e la terza domenica del mese, oltre alle solennità del Natale, della Pasqua, delle feste principali di Maria (Natività, Annunciazione, Purificazione e Assunzione), dell'Avvento, della Quaresima, di sant'Antonio Abate (17 gennaio), di Ognissanti e, solennemente, per la festa dei Diecimila martiri (prima domenica di luglio, o prima domenica dopo la festa di san Giovanni del 24 giugno). In occasione della festa dei patroni veniva consegnata una dote per permettere alla figlia di un confratello povero di maritarsi o monacarsi, purché il confratello fosse regolare nei pagamenti delle quote associative da alemno otto anni.   
Nella chiesa di San Pancrazio avevano un altare decorato da una pala di Michele Tosini (oggi al Museo del Cenacolo di Andrea del Sarto)) e, dal 1555, vi custodivano la reliquia della "testa di sant'Acacio", capo della legione martirizzata. Inoltre possedevano un venerato crocifisso, considerato miracoloso. 

## Stemma e simboli
Lo stemma della Compagnia è rosso, alla corona d'oro rostrata con due foglie di palma decussate uscenti, sormontante un libro d'oro in punta allo scudo.